# Zuchthausvorlage
Die Zuchthausvorlage (eigentlich „Gesetz zum Schutze des gewerblichen Arbeitsverhältnisses“) war ein Gesetzentwurf der Reichsleitung aus dem Jahr 1899 und gilt als ein letzter Versuch, den Aufstieg der Sozialdemokratie und der Gewerkschaftsbewegung mit gesetzlichen Mitteln aufzuhalten.
Die Zuchthausvorlage steht im Zusammenhang mit verstärkten Forderungen Wilhelms II. und des Generals von Waldersee nach einer Bekämpfung der Sozialdemokratie. Verstärkt wurde dies durch die Zurückhaltung der Sozialdemokraten anlässlich der Feierlichkeiten zum 25-jährigen Jubiläum des Reiches und einen mehrwöchigen Streik im Hamburger Hafen im Jahr 1897. Der Kaiser selbst kündigte in verschiedenen Reden einen „Kampf gegen den Umsturz mit allen Mitteln“ an.
Nachdem im Preußischen Abgeordnetenhaus 1897 das sogenannte Kleine Sozialistengesetz an der Mehrheit des Parlaments unter Einschluss auch der Nationalliberalen gescheitert war, reichte auf Anregung von Wilhelm II. der Innenstaatssekretär Arthur von Posadowsky-Wehner im Reichstag die sogenannte Zuchthausvorlage ein. Diese sah deutlich härtere Strafen als bisher vor, wenn arbeitswillige Beschäftigte von Streikenden zur Teilnahme am Arbeitskampf oder zum Beitritt in die Gewerkschaften gezwungen wurden („Koalitionszwang“). Zukünftig sollte dies mit Gefängnis- oder gar Zuchthausstrafen bestraft werden.
Innerhalb der Arbeiterbewegung führte die Vorlage zu heftigen Protesten. Allein in Berlin fanden am 7. Juni 1899 große Protestversammlungen mit zusammen etwa 70.000 Teilnehmern statt. In Hamburg und Altona waren es 20.000 Protestierende. August Bebel äußerte, dass er so einen Unmut in seinem langen politischen Leben noch nicht erlebt hätte. Aber auch in der liberalen bürgerlichen Öffentlichkeit stieß der Vorstoß auf Ablehnung. Max Weber, Lujo Brentano und Friedrich Naumann etwa sprachen sich gegen das Vorhaben aus. Ähnlich war die Haltung in der Zentrumspartei. Auch dort stieß der Vorstoß auf Ablehnung. Selbst ein Großteil der Nationalliberalen hatte den Entwurf missbilligt. Dennoch hielt der Kaiser unbeirrt an der Vorlage fest. Notfalls war er bereit, den Reichstag aufzulösen.
Dadurch ließen sich die Mitglieder des Reichstages aber nicht von ihrer Ablehnung abbringen. Die Vorlage scheiterte daher 1899 im Reichstag an der übergroßen Mehrheit des Hauses. Nur die Konservativen und der rechte Flügel der Nationalliberalen stimmten für die Vorlage. Dies war auch eine persönliche Niederlage für Wilhelm II. und ein Grund für die Ablösung des Reichskanzlers Chlodwig zu Hohenlohe-Schillingsfürst durch Bernhard von Bülow. Wichtiger war jedoch, dass die Reichsregierung nunmehr ihren Kurs änderte und an Stelle der Repressionspolitik die staatliche Sozialpolitik verstärkte.